# Batagram
Batagram är en stad i den pakistanska provinsen Khyber Pakhtunkhwa. Den är huvudort för distriktet Batagram, och folkmängden uppgick till cirka 20 000 invånare vid folkräkningen 2017.